# Orgue Clicquot de Souvigny

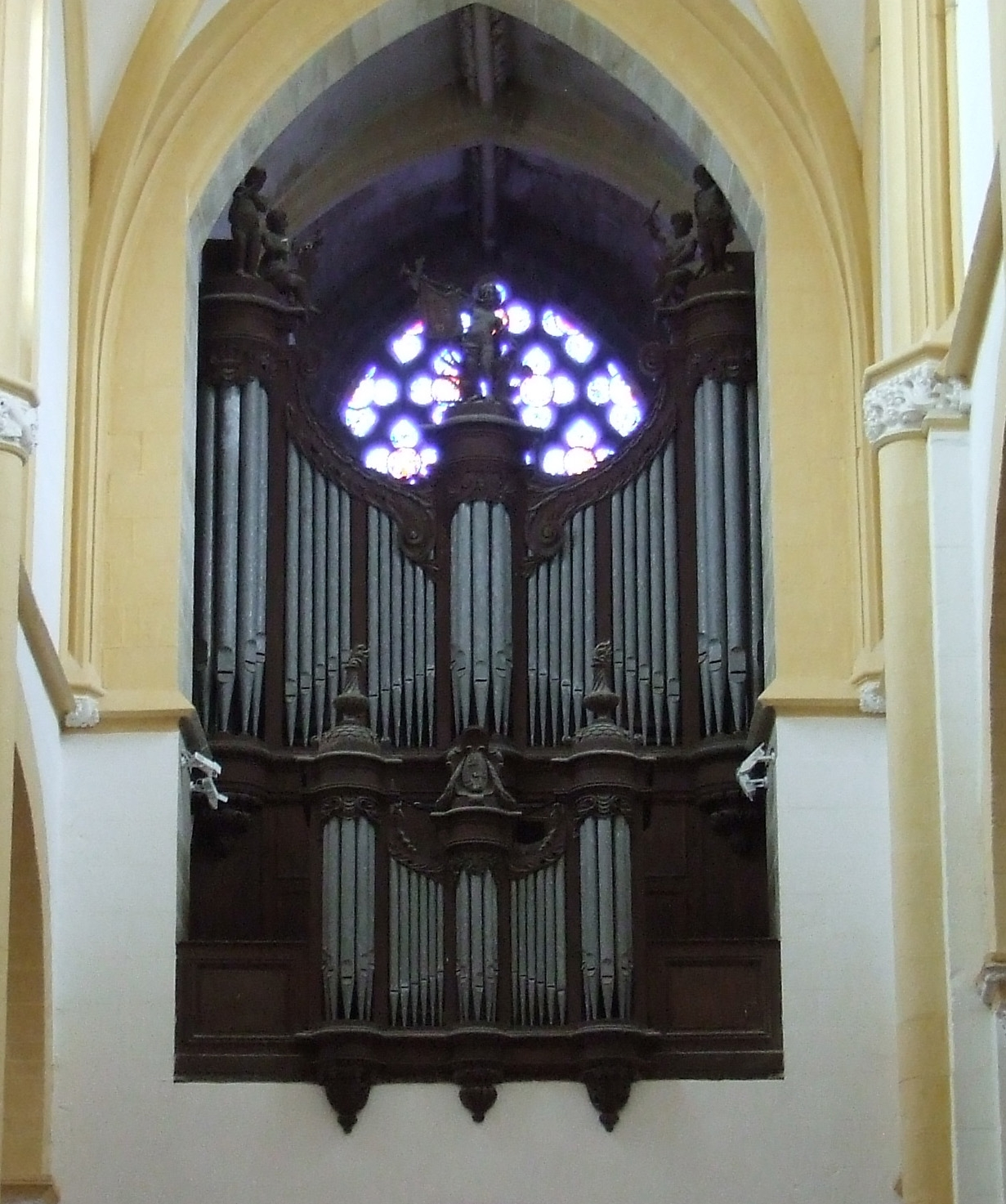

L'orgue Clicquot de Souvigny est situé dans l'église du prieuré Saint-Pierre-et-Saint-Paul de Souvigny, petite commune de l'Allier. Il est particulièrement célèbre pour être un des trois instruments du grand facteur d'orgues François-Henri Clicquot qui soit conservé presque dans son état d'origine.

## Historique
Les archives du prieuré ont été détruites en 1793, lors de la tourmente révolutionnaire. De ce fait, on ne connaît pas les circonstances de la construction de l'orgue par un des plus fameux facteurs de l'époque, François-Henri Clicquot, facteur d'orgues du roi, mais il fait partie d'une dynamique tangible du prieuré à la fin du XVIIIe siècle : sacristie baroque par Joseph Evezard (1772), antiphonaire (1779), et grand-orgue par Clicquot. Lors d'un relevage de l'instrument effectué en 1963, on a découvert des étiquettes dans les sommiers, lesquelles indiquent comme date de construction l'année 1783. Ce qui est exceptionnel, c'est que, mises à part des opérations de maintenance habituelles, l'instrument est resté quasiment dans son état originel. 
L'orgue, remarqué par Alexandre Dumas en 1834, et Félix Danjou qui le cite à plusieurs reprises dans sa Revue de musique religieuse, populaire et classique (1845), a subi un premier relevage en 1841 puis un autre en 1887, plus important : les tuyaux ont été raccourcis (sauf la Voix humaine et le hautbois qui ont été décalés) afin de s'adapter au diapason moderne, la soufflerie a été changée pour une soufflerie à plis parallèles, les pommeaux de registres ont été changés et munis de porcelaine pour désigner les différents jeux. 
En 1947, son buffet est classé aux Monuments Historiques (cf. Notice no PM03000514).
Il reçoit une soufflerie électrique en 1960. En 1963, nouveau relevage au cours duquel sont mises au jour des traces de son histoire. 
La partie instrumentale est classée aux Monuments Historiques en 1975 (cf. Notice no PM03000513).
En 1977, le facteur Philippe Hartmann rétablit 3 soufflets cunéiformes, et l'orgue reçoit l'adjonction d'un tremblant doux.
Il est particulièrement adapté à l'interprétation des œuvres françaises des XVIIe et XVIIIe siècles (le pédalier à la française se prêtant moins bien à l'exécution des pages virtuoses, par exemple, de Jean-Sébastien Bach). Il est souvent sollicité pour des concerts et enregistrements de ce répertoire français classique. Cet instrument est contemporain des compositeurs Guillaume Lasceux, Claude Balbastre, Jean-Jacques Beauvarlet-Charpentier. 
Il a fait l'objet de plusieurs enregistrements discographiques en CD par Michel Chapuis, Jean-Luc Jacquenod, Thilo Muster, Jean-Luc Perrot. 
Chaque année, à l'automne, a lieu à Souvigny un festival de musique baroque autour de l'orgue. À l'initiative des Amis de l'Orgue Clicquot de Souvigny (AOCS), une semaine autour de l'orgue, intitulée "Présence de l'orgue" pendant la fête médiévale, permet d'écouter chaque soir les sonorités exceptionnelles de cet instrument.

## Caractéristiques et composition
L'orgue possède 3 claviers manuels et un pédalier à la française, avec un total de 28 registres. La console est en fenêtre, les transmissions sont mécaniques. L'instrument est accordé au diapason moderne (440 Hz). L'entretien est, depuis 2013, confié à Michel Jurine.  
| Grand Orgue 50 notes - do à ré | Positif 50 notes - do à ré                                                                                          | Récit 26 notes - do à ré               | Pédale 28 notes - fa à la                  |
| Montre 8' Bourdon 8' Prestant 4' Doublette 2' Quinte 2' 2/3 Quarte 2' Tierce 1' 3/5 Plein jeu VI rangs Cornet V rangs Trompette 8' Clairon 4' Voix humaine 8' | Bourdon 8' Flûte 8' Prestant 4' Doublette 2' Nazard 2' 2/3 Tierce 1' 3/5 Plein-jeu V rangs Trompette 8' Cromorne 8' | Bourdon 8' Cornet IV rangs Hautbois 8' | Flûte 8' Flûte 4' Trompette 12' Clairon 6' |

Accessoires : 
- Accouplement Positif / Grand orgue à tiroir.
- Tremblants doux et fort.

## Exemples sonores
- YouTube Antiphonaire de 1779 avec un Magnificat de Jean-Jacques Beauvarlet-Charpentier interprété par Jean-Luc Perrot